# Maïssa Lengliz
Maïssa Lengliz (sinh 21 tháng 8, 1989) là một vận động viên bóng chuyền nữ Tunisia. Cô là thành viên của đội bóng chuyền nữ quốc gia Tunisia và chơi cho CF Carthage vào năm 2014.
Cô là một phần của đội tuyển quốc gia Tunisia tại Giải vô địch thế giới bóng chuyền nữ FIVB 2014 ở Ý.

## Câu lạc bộ
- liên_kết=|viền CF Carthage (2014)